# Province d'Inquisivi
La province d'Inquisivi est une des 20 provinces du département de La Paz en Bolivie.
En 2001, il y avait 59 495 habitants sur 6 430 km² .

## Géographie
- Ses coordonnées sont : 16° 55' S, 67° 9' W
- Fuseau horaire locale: Bolivia Time (BOT)
- Différence normale d'UTC: -4
- Différence actuelle d'UTC: -4

## Liste des Municipalités
La province d'Inquisivi est divisée en six municipalités :
- Inquisivi
- Quime
- Cajuata
- Colquiri
- Ichoca
- Villa Libertad Licoma